# Летр-де-каше
Летр-де-каше́ (фр. Lettres de cachet — досл. «листи з печаткою») — запечатані листи, підписані французьким королем. Такий лист був королівським наказом або волевиявленням. Найчастіше такі листи використовували для ув'язнення без суду, заслання чи інтернування небажаних людей. Хоча летр-де-каше могли бути й іншого змісту. Так 21 жовтня 1680 року летр-де-каше за підписом короля Людовика XIV містив розпорядження про заснування знаменитого театру Комеді-Франсез.

## Історія

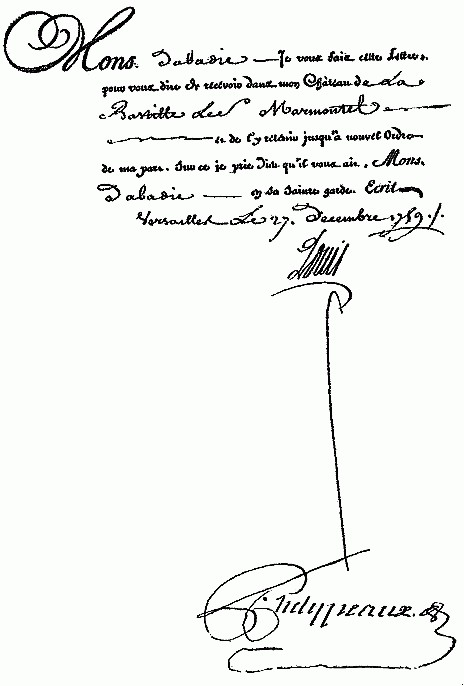
Летр-де-каше за підписом Людовіка XV, виданий 1759 року був наказом про арешт Жана-Франсуа Мармонтеля, який відбув 11 днів ув'язнення в Бастилії за складену ним сатиру на герцога Омона.

Королівські листи (фр. lettres royales) поділялися на так звані lettres patentes (відкриті листи) та lettres de cachet (запечатані листи). Перші завжди були написані на пергаменті, носили ім'я короля та додатковий підпис міністра, не були складені, а лише зігнуті скраю, окрім того на них стояла велика державна печатка. Натомість, летр-де-каше були написані або від імені, або за дорученням короля, без будь-якого підтвердження, окрім підпису міністра, та були запечатані малою королівською печаткою.
З часів Людовіка XIV такими листами дуже часто зловживали з метою завдати шкоди своїм недругам, так генерал-лейтенант поліції зазвичай мав наперед складені «Летр-де-каше», в яких він міг просто вписати ім'я будь-якої особи, яку хотів заарештувати. Однак такий арешт часто міг бути в певному сенсі й королівським помилуванням, оскільки арештований опинявся поза судовою владою і міг уникнути суворішого покарання, як то було, наприклад, з маркізом де Садом, на якого було видано летр-де-каше на прохання його тещі.
З 1741 до 1775 року було видано близько 20 000 летр-де-каше. Кількість таких листів зростала протягом всього XVIII століття. Так у Бретані з 1735 до 1750 року нараховували до 10 летр-де-каше за рік, а від 1778 до 1789 таких листів було від 20 до 40 за рік. Це зростання пояснюється насамперед збільшенням кількості запитів, а не більшою суворістю королівської адміністрації.
Декрет Національних зборів 16-26 березня 1790 року поклав край практиці «Летр-де-каше», проте 1811 року, за Наполеона Бонапарта, на короткий час їх було запроваджено знову.